# Fortaleza de San Pedro de la Barra (Luanda)
La Fortaleza de San Pedro de la Barra (São Pedro da Barra) se encuentra en el antiguo morro Kassandama, actual barrio de Ngola Kiluange, en la ciudad de Luanda en Angola. Es un edificio de planta irregular, adecuándose a una elevación del terreno. El aspecto exterior es el de una fortaleza encalada. El edificio muy deteriorado conserva en sus salas interiores bellas cerámicas que retratan motivos africanos.

## Historia
En 1663, Alfonso VI de Portugal (1656-1667) determinó el refuerzo de la defensa de la barra del puerto de Luanda. Eso significa que, aunque la Fortaleza de San Pedro de la Barra data de 1703, una primitiva estructura ya existía en ese emplazamiento. Este tipo de construcción es muy hbitual en la arquitectura colonial portuguesa, un ejemplo mejor conservado en Luanda lo encontramos en la Fortaleza de San Miguel (8°48′27″S 13°13′23″E / -8.80750, 13.22306).
A lo largo de su historia , la Fortaleza de San Pedro de la Barra fue utilizada como centro de reclusión de esclavos en tránsito hacia el continente americano.
Las ruinas del fuerte fueron clasificadas como Monumento Nacional por el Decreto Provincial n° 1.057, de 9 de septiembre de 1932. 
En 2010 se encontraba en precarias condiciones de conservación. De propiedad estatal se encuentra bajo la titularidad del Ministerio de Defensa y el Ministerio de Cultura, entidades encargadas de su conservación.